# Couleuvre
Couleuvre is een gemeente in het Franse departement Allier (regio Auvergne-Rhône-Alpes) en telt 600 inwoners (2004). De plaats maakt deel uit van het arrondissement Moulins.
De kerk Saint-Julien uit de 12e eeuw is beschermd als historisch monument in 1915.

## Geografie
De oppervlakte van Couleuvre bedraagt 55,1 km², de bevolkingsdichtheid is 10,9 inwoners per km².
De onderstaande kaart toont de ligging van Couleuvre met de belangrijkste infrastructuur en aangrenzende gemeenten.

## Demografie
Onderstaande figuur toont het verloop van het inwonertal (bron: INSEE-tellingen).
Vanwege een beveiligingsprobleem met de MediaWiki Graph-software is het momenteel niet mogelijk deze grafiek weer te geven. Zodra de software is bijgewerkt zal de grafiek vanzelf weer zichtbaar worden.